# Peter Schrijver
Peter Schrijver (Delft, 1963) is een Nederlandse taalkundige en thans hoogleraar Keltologie aan de Universiteit Utrecht. Daarvoor werkte hij aan de Universiteit Leiden en de Ludwig Maximilian-Universiteit in München.
Hij publiceerde een aantal boeken met betrekking tot de Indo-Europese talen en met name de syntaxis van de Keltische talen.

## Publicatie

### Boeken
- The Reflexes of the Proto-Indo-European Laryngeals in Latin, proefschrift, Amsterdam–Atlanta: Rodopi, 1991. ISBN 9789051833089
- Studies in British Celtic Historical Phonology, Amsterdam: Rodopi, 1995. ISBN 90-5183-820-4.
- Studies in the History of Celtic Pronouns and Particles, Maynooth: Department of Old Irish, National University of Ireland, 1997 ISBN 0-901519-59-6.

#### Redactie van verzamelwerken
- samen met Peter-Arnold Mumm (red.), Sprachtod und Sprachgeburt, Bremen: Dr. Ute Hempen, 2004.

### Artikelen en bijdragen
- 1990: ‘Latin festīnāre, Welsh brys’, Münchener Studien zur Sprachwissenschaft 51, p. 243–247.
- 1991: ‘The development of primitive Irish *aN before voiced stop’, Ériu 42, p. 13–25.
- 1992: ‘The development of PIE *sk- in British’, Bulletin of the Board of Celtic Studies 39, p. 1–15.
- 1993: 
  - ‘On the development of vowels before tautosyllabic nasals in Primitive Irish’, Ériu 44, p. 33–52.
  - ‘Varia IV. OIr. dëec, dëac’, Ériu 44, p. 181–184.
- 1994: ‘The Celtic adverbs for “against” and “with” and the early apocope of *-i’, Ériu 45, p. 151–189.
- 1996: ‘OIr. gor “pious, dutiful”: meaning and etymology’, Ériu 47, p. 193–204.
- 1997: ‘Animal, vegetable and mineral: Some western European substratum words’, in: Alexander Lubotsky (red.), Sound Law and Analogy. Papers in Honor of Robert S.P. Beekes on the Occasion of His 60th Birthday, Amsterdam–Atlanta: Rodopi, pp. 293–316.
- 1998: ‘The British word for “fox” and its Indo-European origins’, Journal of Indo-European Studies 26, p. 421–434.
- 1999: 
  - ‘Vedic gr̥bhṇā́ti, gr̥bhāyáti and the semantics of *ye- derivatives of nasal presents’, Münchener Studien zur Sprachwissenschaft 59, p. 115–162.
  - ‘Vowel rounding by Primitive Irish labiovelars’, Ériu 50, p. 133–137.
  - ‘On henbane and early European narcotics’, Zeitschrift für celtische Philologie 51, p. 17–45.
  - ‘The Celtic contribution to the development of the North Sea Germanic vowel system, with special reference to Coastal Dutch’, NOWELE 35, p. 3–47.
- 2001: ‘Lost languages in Northern Europe’, in: C. Carpelan, A. Parpola en P. Koskikallio (red.), Early Contacts Between Uralic and Indo-European. Linguistic and Archaeological Considerations, Helsinki: Mémoires de la Société Finno-Ougrienne, p. 417–425.
- 2002: ‘The Rise and Fall of British Latin: Evidence from English and Brittonic’, in: Markkuu Filppula, Juhani Klemola en Heli Pitkänen (red.), The Celtic Roots of English, Joensuu: University of Joensuu, Faculty of Humanities, pp. 87–110.
- 2003: 
  - ‘Athematic i-presents: the Italic and Celtic evidence’, Incontri Linguistici 26, p. 59–86.
  - ‘The etymology of Welsh chwith and the semantics and etymology of PIE *k(ʷ)sweibʰ-’, in: P. Russell (red.), Yr Hen Iaith. Studies in Early Welsh, Aberystwyth, p. 1–23.
- 2004: 
  - ‘Indo-European *smer- in Greek and Celtic’, in: J. Penney (red.), Indo-European perspectives. Studies in honour of Anna Morpurgo Davies, Oxford: Oxford University Press, p. 292–299.
  - ‘Apes, dwarfs, rivers and Indo-European internal derivation’, in: Adam Hyllested, Anders Richardt Jørgensen, Jenny Helena Larsson en Thomas Olander (red.), Per aspera ad asteriscos. Studia Indogermanica in honorem Jens Elmegård Rasmussen sexagenarii Idibus Martiis anno MMIV, Innsbruck: Institut für Sprachwissenschaft der Universität Innsbruck, pp. 507–511.
  - ‘Der Tod des Festlandkeltischen und die Geburt des Französischen, Niederländischen und Hochdeutschen’, in: Peter Schrijver en Peter-Arnold Mumm (red.), Sprachtod und Sprachgeburt, Bremen: Dr. Ute Hempen, pp. 1–20.
- 2005: ‘Early Celtic diphthongization and the Celtic-Latin interface’, in: J. de Hoz, R.L. Luján en Patrick Sims-Williams (red.), New Approaches to Celtic Placenames in Ptolemy’s Geography, Madrid: Ediciones Clásicas, p. 55–67.
- 2007: ‘Some common developments of Continental and Insular Celtic’, in: Pierre-Yves Lambert en Georges-Jean Pinault (red.), Gaulois et celtique continental, Genève: Droz, p. 357–371.
- 2011: Brythonic Celtic—Britannisches Keltisch. From Medieval British to Modern Breton, onder redactie van Elmar Ternes, Bremen: Hempen Verlag.
  - ‘Old British’, p. 1–85.
  - ‘Middle Breton’, p. 358–429.